# Feketenyakú törpepapagáj
A feketenyakú törpepapagáj (Agapornis swindernianus), korábban zöldfejű törpepapagáj, a madarak osztályának a papagájalakúak (Psittaciformes) rendjébe, ezen belül a szakállaspapagáj-félék (Psittaculidae) családjába tartozó faj.

## Rendszertana
Heinrich Kuhl fedezte fel 1820-ban. Latin nevét Theodore van Swinderenről, a Groningeni Egyetem holland professzoráról kapta.
Alfajai:
- Agapornis swindernianus swindernianus - Libéria, Elefántcsontpart és Ghána
- Agapornis swindernianus zenkeri - Kamerun, Gabon és a Kongói Köztársaság
- Agapornis swindernianus emini - a Kongói Demokratikus Köztársaság és Uganda

## Megjelenése
A leginkább zöld színű papagáj, szürkés csőrrel, sárga szemmel és szürke lábakkal. Mindkét nem hasonló testfelépítésű. Hossza 13 cm, tömege 39–41 g.

## Elterjedése
Afrikában honos, főleg Libériában, Elefántcsontparton, Gabonban, Kongóban, Kamerunban, Ghánában és Ugandában. Tanzániában a faj populációja bizonytalan.
Mint házikedvenc, a legkevésbé ismert és legkevésbé tartott törpepapagáj faj.